# Robert Cecil Martin
Robert Cecil Martin, também conhecido como "Uncle Bob" (Tio Bob em português), é uma grande personalidade da comunidade de desenvolvimento de software, métodos ágeis e software craftsmanship, atuando na área desde 1970. Atualmente é consultor internacional e autor de vários livros abordando o tema.
Uncle Bob foi um dos 17 signatários originais do Agile Manifesto em 2001.
É fundador da Object Mentor Inc, uma empresa de consultoria especializada em C++, Java, OOP, design patterns, UML, metodologias ágeis, e Extreme Programming. Atualmente faz parte da equipe 8th Light.